# Constantin Prezan
Constantin Prezan (ur. 27 stycznia 1861 w Butimanu, zm. 27 sierpnia 1943 w Bukareszcie) – rumuński wojskowy, mareșal, dowódca wojsk rumuńskich w okresie I wojny światowej.
Generał Prezan był dowódcą 4 Armii Rumuńskiej w trakcie kampanii rumuńskiej w 1916. Dowodził bitwą o Bukareszt (listopad 1916). W lipcu i sierpniu 1917 jako szef sztabu generalnego zatrzymał pochód wojsk niemieckich pod dowództwem feldmarszałka Augusta von Mackensen. Dowodził walkami w Besarabii, Siedmiogrodzie i Mołdawii.

## Odznaczenia
- Łańcuch Orderu Karola I (1937),
- Order Michała Walecznego I, II i III kl. (1920, 1917, 1916)[1],
- Order Gwiazdy Rumunii V kl. (1896),
- Order Krzyża Takowy III kl. (Serbia, 1896),
- Order Świętej Anny II kl. (Rosja, 1896),
- Order Królewski Korony II kl. (Prusy, 1897),
- Order Świętego Aleksandra III kl. (Bułgaria, 1897)[2],
- Order Legii Honorowej II kl. (Francja, 1917)[3]
- Order Hohenzollernów II kl. (Hohenzollern-Sigmarinen),
- Order Łaźni I kl. (Wlk. Brytania),
- Order Orła Białego (Polska, 1935).